# ويليام ك. تومسون
ويليام ك. تومسون (بالإنجليزية: William C. Thompson)‏ هو سياسي أمريكي، ولد في 26 أكتوبر 1924، وتوفي في 24 ديسمبر 2018. انتخب عضو مجلس ولاية نيويورك.